# George Villiers, 4.º Conde de Clarendon
George William Frederick Villiers, 4.º Conde de Clarendon KG, GCB, PC (12 de janeiro de 1800 - 27 de junho de 1870) foi um diplomata e político britânico. 
Ele foi ministro das Relações Exteriores do Reino Unido por três ocasiões 1853-1858, 1865-1866 e 1868-1870. Ele teve de gerir as relações internacionais durante a Guerra da Criméia e era o chefe da delegação no Congresso de Paris. Ele era um membro do partido Liberal.